# Tenotomie
Unter Tenotomie (von griechisch τένοντας Sehne und τομή „Schnitt“, Syn. Tendotomie) versteht man generell die operative Durchtrennung einer Sehne. 
Erfolgt der Schnitt direkt am Muskel-Sehnen-Übergang, spricht man von einer Myotenotomie oder Tenomyotomie. Wird im Muskel-Sehnen-Übergang die Sehne zweimal im Abstand von etwa 1–2 cm durchtrennt, ohne den Muskel zu durchtrennen, und dadurch eine moderate Verlängerung erreicht, so handelt es sich um eine fraktionierte Tenotomie. Wird eine Sehne entfernt, spricht man von einer Tenektomie.
Man unterscheidet zwischen der offenen und der geschlossenen Tenotomie. Während bei der offenen Tenotomie ein Hautschnitt und eine Freilegung der Sehne erfolgt, bevor sie durchtrennt wird, erfolgt bei der geschlossenen Tenotomie eine Stichinzision direkt auf die Sehne, mit deren Durchtrennung in einem Schritt. Daher wird diese auch als perkutane Tenotomie bezeichnet und kann besonders bei oberflächlichen Sehnen angewandt werden, wie beispielsweise in der Behandlung des Klumpfußes nach Ponseti oder bei spastischen Krallenzehen durch eine Verkürzung der Zehenbeugesehnen.
Bei einer Sehnenverlängerung ist die Tenotomie der erste Schritt, oft als Z-förmige Tenotomie, bevor die beiden Sehnenenden an der gewünschten Stellung wieder miteinander vernäht werden.

## Geschichte der Tenotomie
Louis Stromeyer und Johann Friedrich Dieffenbach führten 1838 und 1839 bereits Tenotomien (am Auge) durch.
Der deutsche Chirurg Ferdinand Sauerbruch behandelte den Schiefhals mittels Tenotomie unter Verwendung eines so genannten Tenotoms.